# Мюлбург
Мюлбург (на немски: Mühlburg) е бивш самостоятелен град, днес част от Карлсруе, с площ от 5,26 км² и 15 699 жители (към 31 декември 2006) и се намира на река Алб.
Селището е споменато за пръв път през 1248 г. като Муленберк и става град през 1670 г.
През 1844 г. в Мюлбург е роден Карл Бенц, основателят на „Бенц и Ко“.